# Dania
Dania (duń. Danmark) – państwo położone w Europie Północnej (Skandynawia), najmniejsze z państw nordyckich. Wraz z Grenlandią oraz Wyspami Owczymi tworzy Wspólnotowe Królestwo Danii. Kontynentalna Dania graniczy od południa z Niemcami, zaś przez cieśninę Sund sąsiaduje ze Szwecją. Posiada też granicę z Kanadą na wyspie Hansa. Dania jest członkiem Unii Europejskiej, NATO oraz ONZ.

## Nazwa państwa
Nazwa państwa duńskiego pojawiła się po raz pierwszy ok. roku 955 w formie ᛏᛅᚾᛰᛅᚱᚴᛅ, co oznacza „graniczny las Duńczyków” (więcej na ten temat w haśle kamienie runiczne z Jelling).

## Geografia

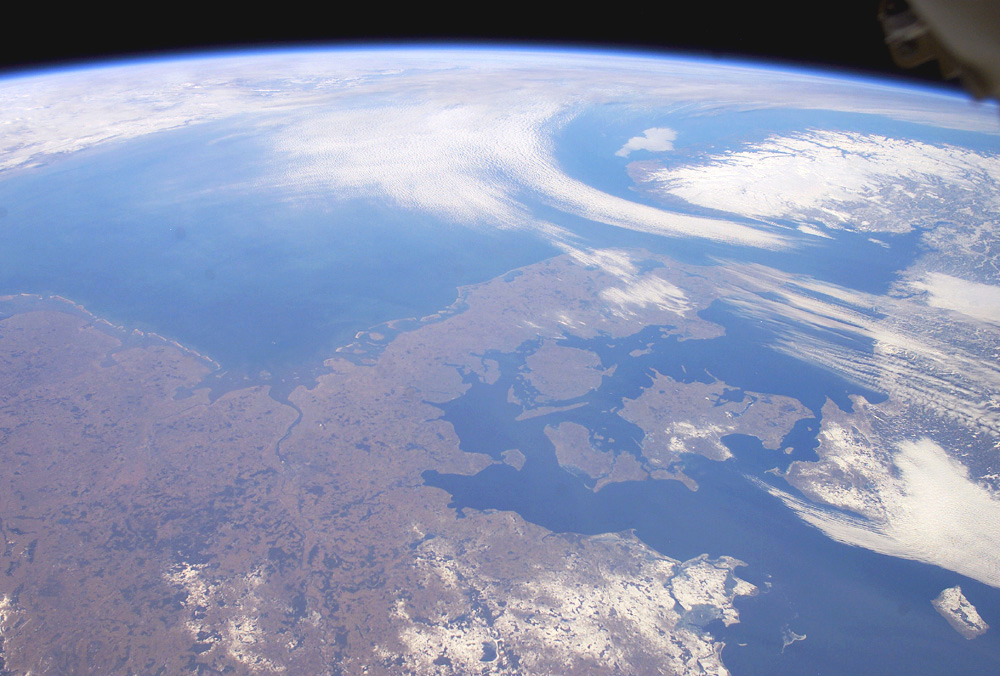
Dania z pokładu Międzynarodowej Stacji Kosmicznej

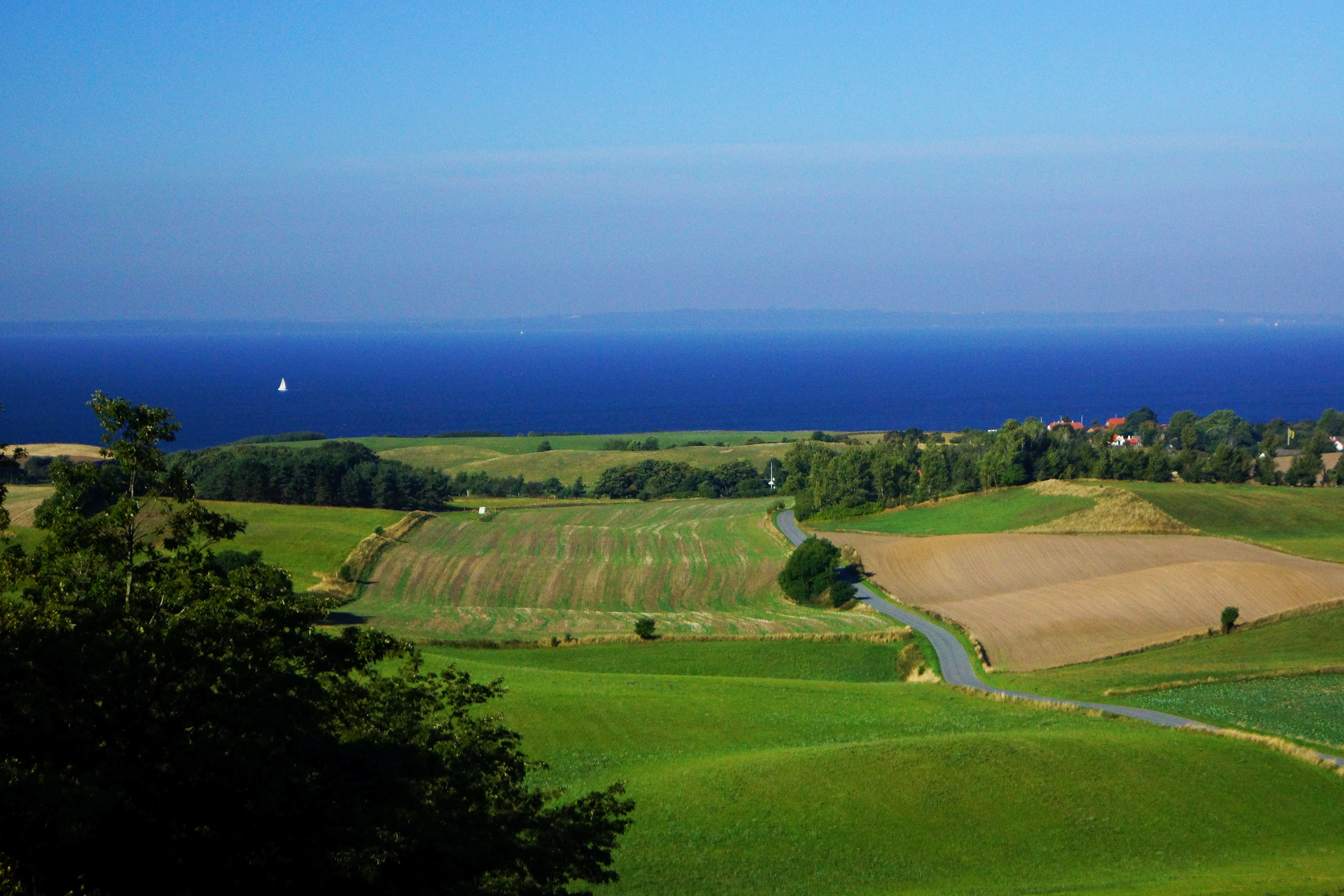
Djursland

Dania pod względem warunków naturalnych jest krajem przejściowym pomiędzy Europą Północną i Środkową. Geologicznie terytorium Danii związane jest z trzonem kontynentalnym Europy. Większa część powierzchni kraju ukształtowana została w okresie ostatniego zlodowacenia. Granicę krajobrazową wyznacza zlodowacenie Würm, które ciągnie się przez cały Półwysep Jutlandzki w kierunku południkowym. Górnokredowe wapienie i kreda tworzą krajobraz północnej Jutlandii i wybrzeża typu klifowego na wyspach Møn i Zelandia.
Dania jest krajem nizinnym – najwyższym punktem jest wzgórze Yding Skovhøj (172,54 m n.p.m. razem z kurhanem nagrobnym na szczycie, bez kurhanu 170,77 m n.p.m.).
70% powierzchni Danii przypada na Półwysep Jutlandzki (Jutlandię, Jylland). Reszta kraju położona jest na 406 wyspach, z czego zamieszkanych jest 79. Największe i najważniejsze wyspy to Zelandia 7031 km² (Sjælland, na której znajduje się stolica kraju, Kopenhaga), Nørrejyske Ø 4685 km², Fionia (Fyn) 2984 km², Lolland 1243 km², Bornholm 588,5 km², Falster 514,0 km², Morsø 363,3 km², Als 321,0 km², Langeland 284,0 km², Møn 237,5 km² i Rømø 128,9 km².
- Powierzchnia całkowita: 43 094 km²
- Powierzchnia lądowa: 42 394 km² (98,38%)
- Powierzchnia wodna: 700 km² (1,62%)
- Całkowita granica lądowa: 68 km z Niemcami
- Długość wybrzeża: 7314 km
- Najwyższy punkt naturalny: Møllehøj 170,86 m n.p.m.
- Najniższy punkt: Lammefjord 7 m p.p.m.

Największe miasta Danii to Kopenhaga (518,6 tys.), Århus (239,9 tys.), Odense, Ålborg i Esbjerg.

### Roślinność
Pierwotną roślinność kraju stanowiły lasy bukowo-dębowo-jesionowe oraz wrzosowiska. Obecnie znaczna ich większość została zastąpiona przez grunty orne oraz łąki i pastwiska. Lasy stanowią niespełna 12% powierzchni Danii i składają się głównie z sosen, jodeł, świerków i modrzewi, posadzonych przez człowieka.

### Klimat
Na obszarze Danii panuje klimat umiarkowany ciepły typu morskiego. Zimy są krótkie i łagodne, zaś lata – dość chłodne, z dużą ilością opadów. Średnia temperatura w styczniu wynosi od -0,5 do +0,5 °C, a w lipcu od +16 do +17 °C. Najwyższa zanotowana na terenie Danii temperatura to +36,4 °C. Absolutne minimum termiczne to –31,2 °C.
Opady występują głównie w postaci deszczu (śnieg pojawia się rzadko), zaś największe nasilenie opadów ma miejsce w lipcu i sierpniu. Średnia roczna suma opadów wynosi ok. 650 mm, przy czym istnieją w tym względzie spore różnice pomiędzy poszczególnymi częściami kraju, i tak na Zelandii jest to ok. 550 mm, a na Półwyspie Jutlandzkim – 800 mm.

## Historia
Pierwotnie obszar dzisiejszej Danii został zasiedlony przez plemiona Cymbrów i Teutonów, a następnie Anglów, Jutów. Te dwa plemiona w V i VI wieku po podbiciu części dzisiejszej Anglii w dużej mierze przemieściły się tam, a na ich miejsce napłynęli skandynawscy Duńczycy. W okresie VIII–IX wieku duńscy wikingowie brali udział w morskich wyprawach na wybrzeża Wielkiej Brytanii – gdzie powstał zasiedlany przez nich obszar Danelaw, państwa Franków – gdzie osiedlali się w późniejszej Normandii oraz wybrzeża Bałtyku. Jednocześnie postępowało jednoczenie kraju, który w X wieku za rządów Haralda Sinozębego został schrystianizowany.

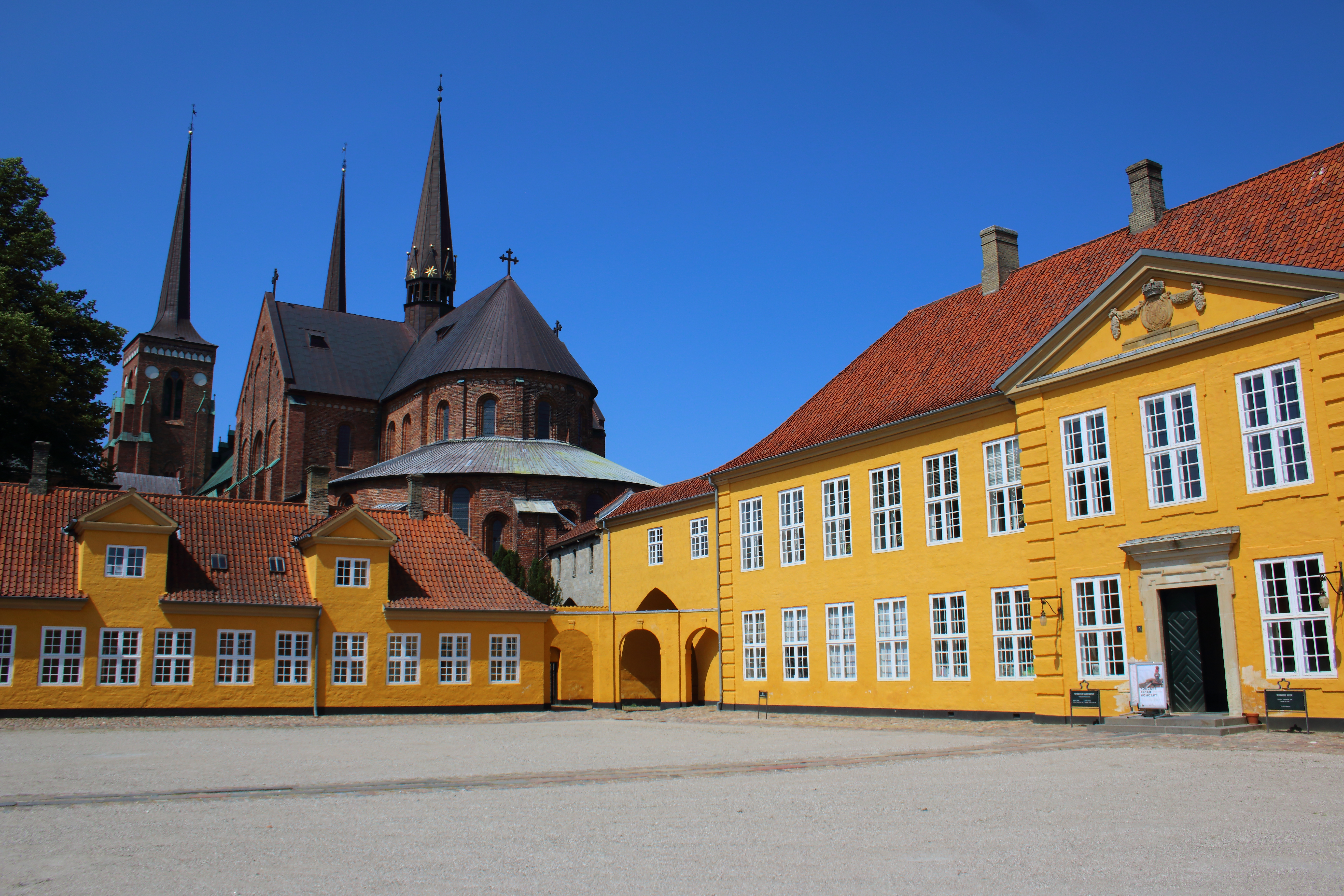
Fragment starego miasta w Roskilde, dawnej siedzibie królów Danii

Jego wnuk Kanut II Wielki władał państwem, które obejmowało obok Danii, także Anglię, Norwegię, południową Szwecję. W XII wieku Dania rozpoczęła ekspansję w rejonie Morza Bałtyckiego, zajmując m.in. Estonię, Holsztyn i Inflanty. W XIV wieku Dania prowadziła wojnę z Hanzą o kontrolę nad handlem bałtyckim. W roku 1397 królowa Małgorzata I utworzyła z Norwegią i Szwecją Unię Kalmarską, która przetrwała do 1523 roku, gdy pod rządami Wazów uniezależniła się Szwecja. Unia Danii z Norwegią przetrwała do roku 1814. W 1448 r. tron objął Chrystian I z dynastii Oldenburgów. W latach 1534–1536 w kraju trwała wojna domowa, w wyniku której religią państwową stał się luteranizm. W wojnie trzydziestoletniej król Chrystian IV interweniował po stronie protestantów w latach 1625–1629. Od drugiej połowy XVI wieku Dania prowadziła wyniszczające wojny ze Szwecją o panowanie na Bałtyku, w efekcie których utraciła na trwałe południowy skraj Półwyspu Skandynawskiego, Skanię i przejściowo wyspę Bornholm.

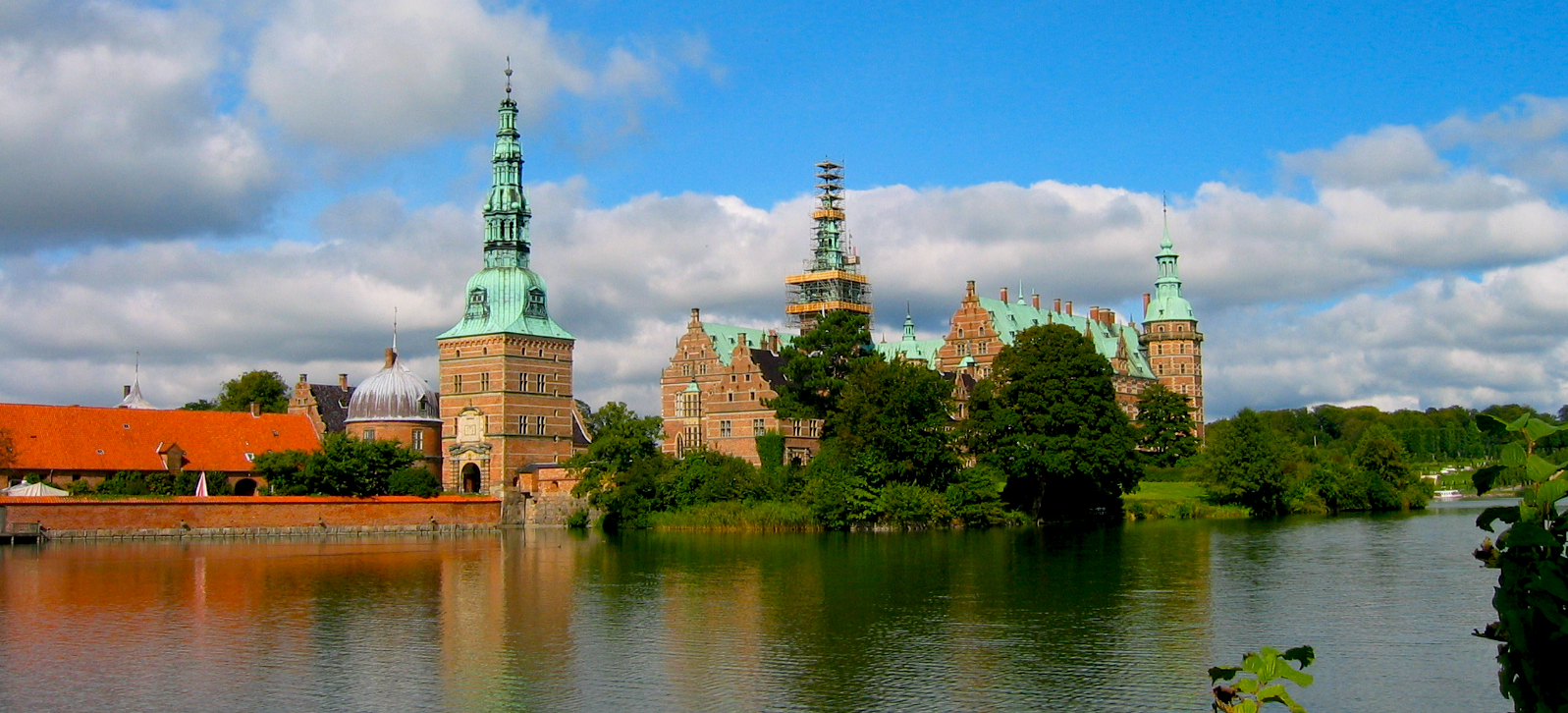
Zamek Frederiksborg w Hillerød, historyczna siedziba królów Danii

W okresie napoleońskim Duńczycy starali się zachować neutralność prowadząc handel z oboma obozami. Dania weszła do tzw. Ligi Zbrojnej Neutralności, co zostało uznane za akt wrogi przez Zjednoczone Królestwo i doprowadziło do brytyjskiego ataku na Kopenhagę oraz zniszczenia floty duńskiej. Wobec kłopotów ekonomicznych spowodowanych blokadą brytyjską w roku 1814 Dania zrzekła się na rzecz Szwecji kontroli nad Norwegią w traktacie kilońskim. Jednak zachowała dawne norweskie posiadłości: Islandię, Wyspy Owcze i Grenlandię. W roku 1849 Dania stała się monarchią konstytucyjną. W traktacie kopenhaskim z 1857 roku królestwo – w zamian za rekompensatę – zrzekło się pobieranych przez ponad 400 lat ceł za przepłynięcie kontrolowanych przez nie cieśnin. Cła te stanowiły znaczący dochód dla duńskiego skarbu.

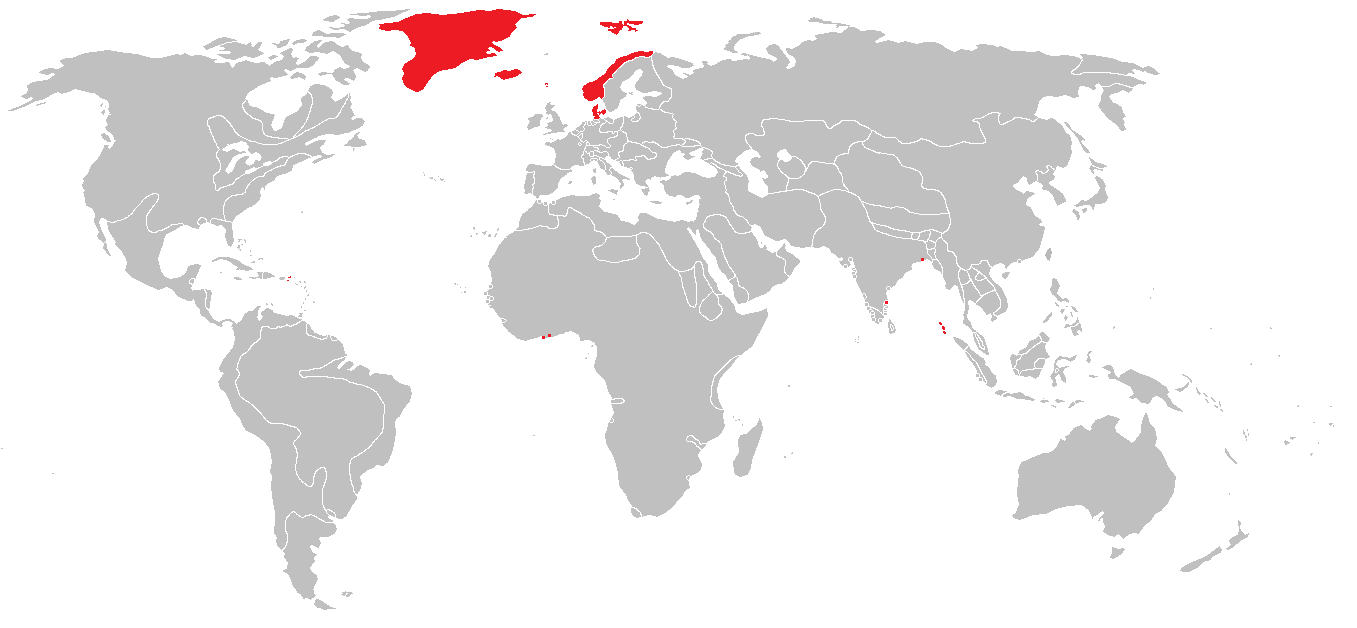
Duńskie imperium kolonialne (Imperium Unii i posiadłości kolonialne w Duńskich Indiach Zachodnich, na Złotym Wybrzeżu i w Indiach)

W połowie XIX wieku Dania prowadziła z państwami niemieckimi zwycięską I wojnę o Szlezwik, jednak kilkanaście lat później w 1864 roku uległa koalicji Austrii i Prus w II wojnie o Szlezwik. W jej wyniku utraciła zarówno Szlezwik, jak i Holsztyn, i od tego momentu prowadziła politykę neutralności. Podczas I wojny światowej zachowała neutralność, a w roku 1920 w wyniku plebiscytu północny Szlezwik powrócił do Danii. Mimo swego statusu w 1940 została zaatakowana przez hitlerowskie Niemcy i szybko zajęta. Przez kilka lat mimo okupacji Dania zachowywała formalną suwerenność – funkcjonował parlament i rząd, ale od roku 1943 rządy bezpośrednie przejęli Niemcy. W 1944 okupowana przez Brytyjczyków i Amerykanów Islandia zerwała unię personalną z Danią, ogłaszając się republiką. Terytorium Danii zostało wyzwolone na początku maja 1945 roku przez wojska brytyjskie. Wyspę Bornholm zajęła Armia Czerwona.
W roku 1949 Dania stała się członkiem NATO. Od 1953 roku w Królestwie Danii obowiązuje nowa konstytucja (Konstytucja Królestwa Danii z 5 czerwca 1953 r.). W roku 1960 weszła w skład Europejskiego Stowarzyszenia Wolnego Handlu, a w 1973 stała się członkiem EWG. W roku 1992 w referendum Duńczycy odrzucili traktat z Maastricht, jednak rok później został on ostatecznie ratyfikowany.

## Demografia

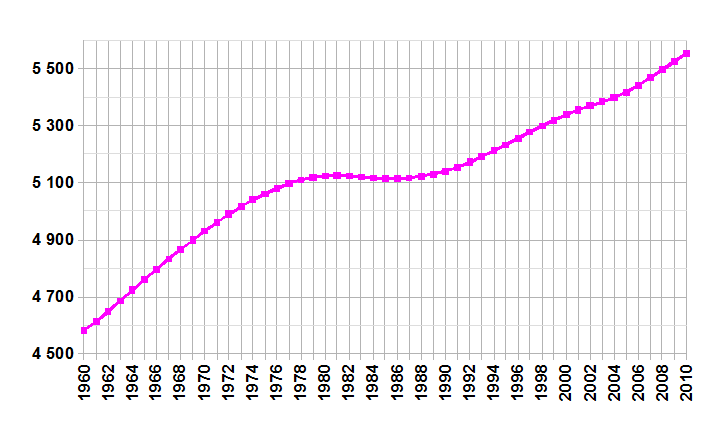
Demografia Danii

Populacja: 5 756 170 mieszkańców (2016).
Grupy etniczne:
- Duńczycy – 86,96%
- Turcy – 1,09%
- Polacy – 0,79%
- Syryjczycy – 0.68%
- Niemcy – 0,57%
- Irakijczycy – 0.56%
- Rumuni – 0.48%
- Libańczycy – 0.46%
- Pakistańczycy – 0.43%
- Bośniacy – 0,40%
- Somalowie – 0,37%
- Persowie – 0,35%
- pozostali – 6,86% (w tym: Afgańczycy, Szwedzi, Brytyjczycy, Norwegowie, Wietnamczycy)

Struktura wieku (2006 r.):
0–14 lat: 18,7%
15–64 lat: 66,1%
65 i więcej lat: 15,2%
Średnia wieku (2006 r.):
ogółem: 39,8 lat
średnia wieku mężczyzn: 38,9 lat
średnia wieku kobiet: 40,7 lat
Przeciętna długość życia (2006 r.):
dla całej populacji: 77,79 lat
średnia długość życia mężczyzn: 75,49 lat
średnia długość życia kobiet: 80,22 lat
Współczynnik dzietności (2014 r.):
1,73 dziecka/kobietę

### Języki
Oficjalnym językiem Królestwa Danii jest język duński, który występuje w wielu regionalnych dialektach. Języki mniejszości to szwedzki oraz niemiecki. Na terytoriach zależnych Danii używane są też języki farerski i grenlandzki. Najpowszechniej znanym językiem obcym jest angielski.

### Miasta
Najludniejsze miasta Danii::
| 1 | Kopenhaga      | Region Stołeczny   | 602 481 |
| 2 | Århus          | Jutlandia Środkowa | 269 022 |
| 3 | Odense         | Dania Południowa   | 176 683 |
| 4 | Ålborg         | Jutlandia Północna | 113 417 |
| 5 | Frederiksberg  | Region Stołeczny   | 105 037 |
| 6 | Esbjerg        | Dania Południowa   | 72 261  |
| 7 | Charlottenlund | Region Stołeczny   | 68 623  |

### Religie

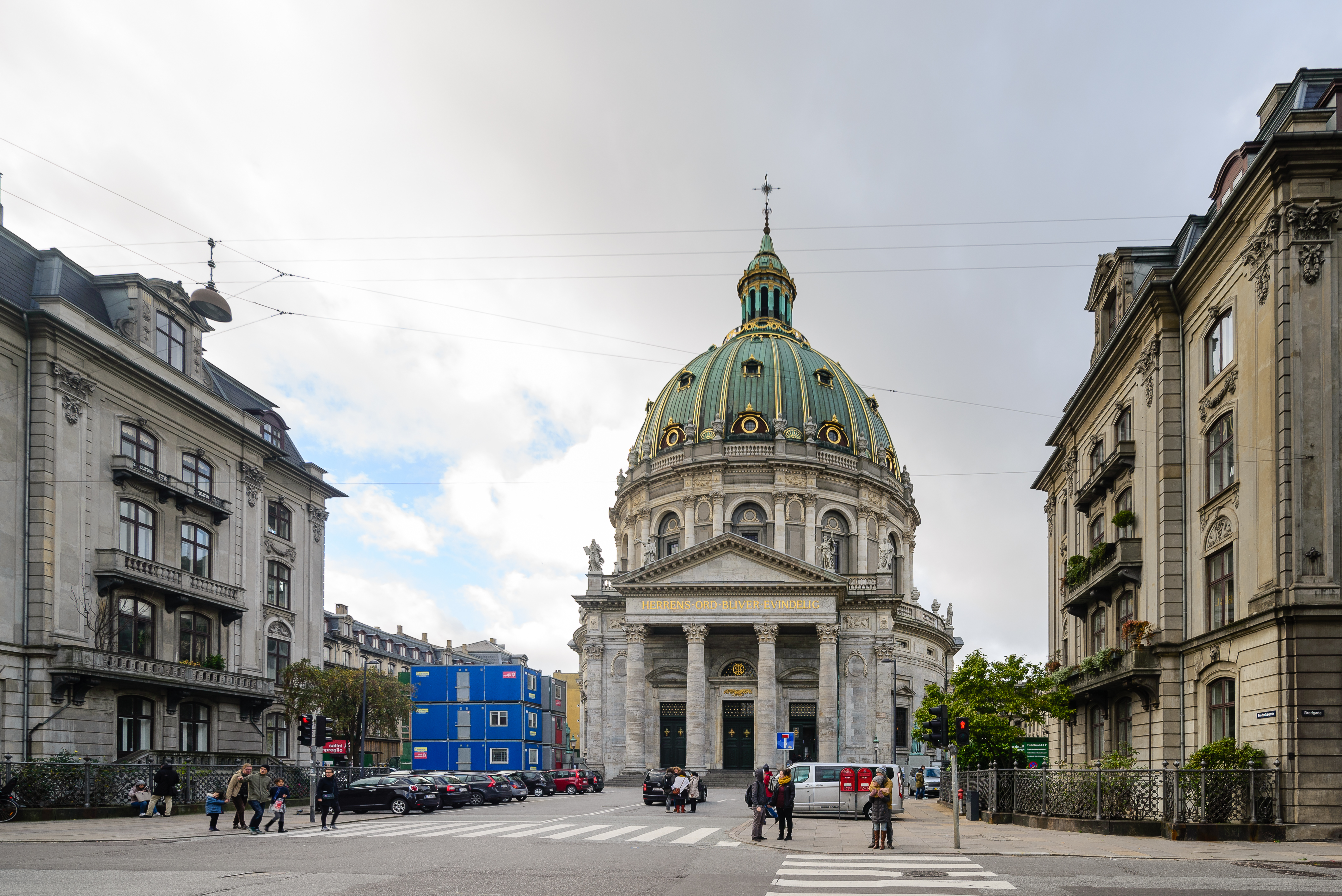
Kościół Fryderyka w Kopenhadze

Struktura religijna kraju w 2010 roku według Pew Research Center:
- protestantyzm – 81,9%
- bez religii – 11,8%
- islam – 4,1%
- katolicyzm – 0,7%
- hinduizm – 0,4%

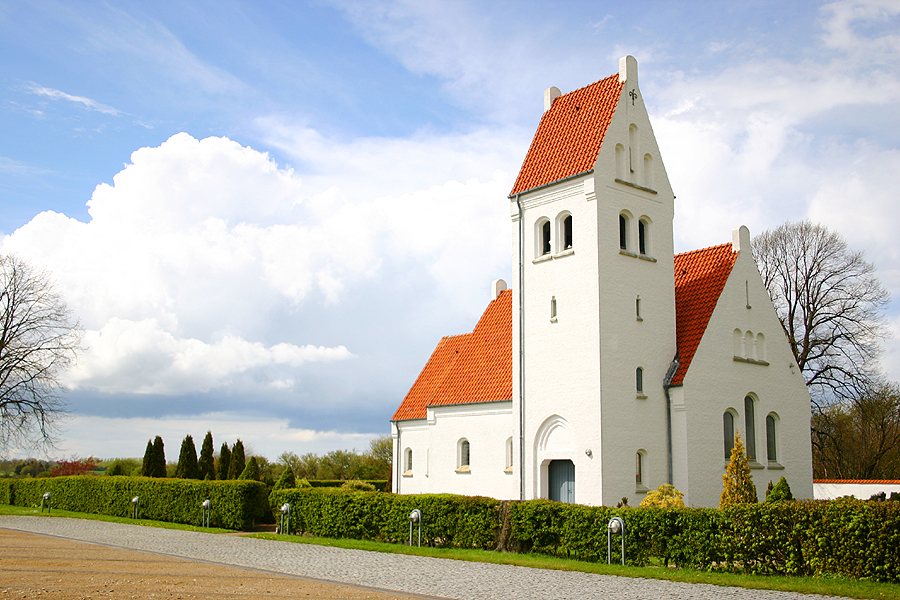
Kościół koło Villingerød w gminie Gribskov do 2006 Græsted-Gilleleje

- inni chrześcijanie – 0,3% (w tym: Świadkowie Jehowy – 0,23% i mormoni – 0,08%)
- buddyzm – 0,2%
- prawosławie – 0,1%
- inne religie – 0,5%

Wśród protestantów dominuje Kościół Luterański z 4,3 miliona wiernych. Wśród innych wyznań protestanckich największe stanowią: ruch zielonoświątkowy (20,5 tys. wiernych), baptyzm (8 tys.), Kościół Duńskiej Konwencji (3,3 tys.) i Kościół Adwentystów Dnia Siódmego (3,2 tys.). Przynależność do państwowego Kościoła luterańskiego jest oznaką nie tyle religijności, ile tożsamości narodowej. Duńczycy są jednym z najbardziej zsekularyzowanych narodów świata. Wiarę w Boga deklaruje mniej niż 1/3 Duńczyków (według Eurobarometru 31% w 2005 roku). Powszechna jest obojętność religijna, agnostycyzm i w mniejszym stopniu ateizm.

## Polityka

### Ustrój polityczny
Dania jest monarchią konstytucyjną – głową państwa jest król Fryderyk X.
Władzę ustawodawczą sprawują wspólnie monarcha oraz jednoizbowy parlament noszący nazwę Folketing (179 deputowanych) wybierany na 4-letnią kadencję.
Dania jest najstarszą europejską monarchią z zachowaną ciągłością dziedzicznej władzy monarszej. Obecnie na tronie duńskim zasiada król Fryderyk X, z dynastii oldenburskiej, linii Sonderburg-Glücksburg. Następcą tronu jest starszy syn króla, Chrystian. Dania jest monarchią konstytucyjną od 5 czerwca 1849 roku.

### Dziedziczenie tronu
Według Aktu o sukcesji z 4 czerwca 2009 r. tron po zmarłej monarchini obejmuje najstarszy potomek. Przy braku potomka tron przechodzi na najstarszego brata lub siostrę. Jeżeli rodzeństwo zmarłego władcy nie żyje lub z innych powodów nie jest upoważnione do objęcia tronu, tron obejmuje najbliższa pokrewieństwem linia boczna panującej dynastii, lecz z ograniczeniem do potomków króla Chrystiana X. Brak możliwości zastosowania tych zasad prowadzi do elekcji nowego króla lub królowej przez parlament. Na tronie mogą zasiąść tylko spadkobiercy z legalnych związków małżeńskich i jeśli należą do Kościoła Ewangelicko-Luterańskiego. Związek małżeński króla musi zostać zaakceptowany przez Folketing, a małżeństwa zawarte przez pretendentów do tronu wymagają zgody królewskiej wyrażonej na forum Rady Państwowej. Tuż po wstąpieniu na tron monarcha lub monarchini składa przyrzeczenie na piśmie, że będzie przestrzegać postanowień konstytucji.

### System partyjny
Obecny system partyjny Danii jest systemem wielopartyjnym. Liczba partii reprezentowanych w parlamencie kształtuje się zwykle w granicach 8-10. Wśród ugrupowań socjalistycznych dominuje Partia Socjaldemokratyczna. Inne lewicowe ugrupowania to m.in. Socjalistyczna Partia Ludowa oraz Partia Jedności, „Związek Czerwono-Zielonych”. Rola łącznika pomiędzy centrum a prawicą przypada Partii Radykalno-Liberalnej. Innego rodzaju partią liberalną jest Duńska Partia Liberalna – „Venstre”. Coraz większe poparcie wyborców uzyskuje nacjonalistyczna Duńska Partia Ludowa. Interesy niemieckiej mniejszości reprezentuje Partia Szlezwiku, o wyraźnie regionalnym zasięgu. Poza ww. występują również inne partie, np. Konserwatywna Partia Ludowa czy Sojusz Liberalny.
Historia systemu partyjnego

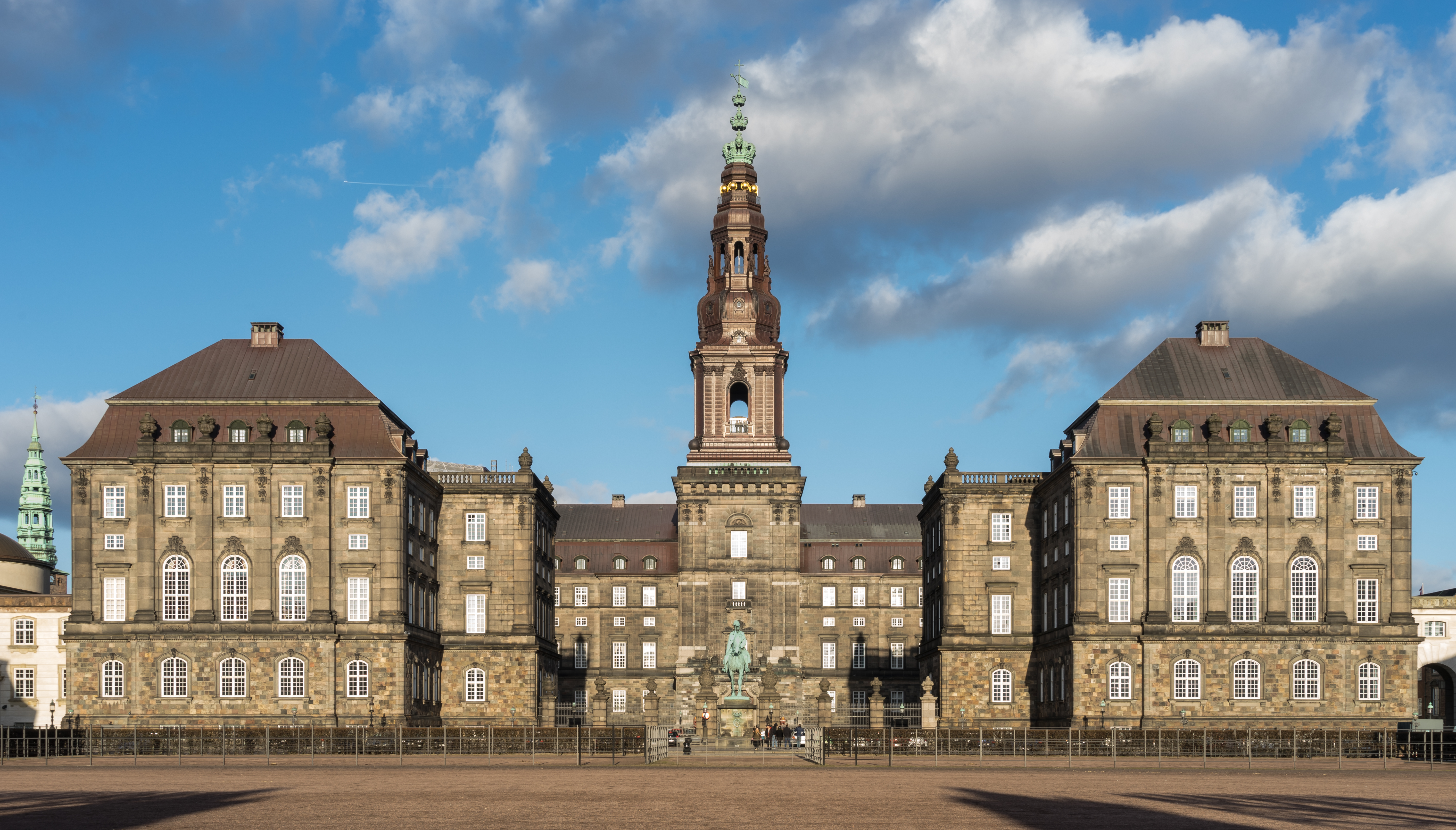
Folketinget – duński parlament

Do 1849 roku ustrój Danii był autokratyczny. Konstytucja z tego samego roku przyznała swobody obywatelskie i obaliła strukturę dotychczasowych rządów, wprowadzając dwuizbowy parlament złożony z reprezentantów o określonym wieku (od 30. roku życia), wyłonionych w wyborach powszechnych. Pewna liczba ugrupowań pojawiła się w świeżo założonym parlamencie, Rigsdagu. Skrystalizowały się one do trzech grup głównych: Venstre (Lewica), Højre (Prawica) i Centrum.
1866 rok przyniósł nowelizację, w której izba wyższa (Landsting) złożona z przedstawicieli uprzywilejowanych właścicieli ziemskich zyskała pozycję dominującą. Stanowiło to czynnik zapalny walki politycznej, która oficjalnie dotycząca konfliktu bezpośrednio wybieranej izby, Folketingu, z mającym przewagę Landstingiem, była w rzeczywistości aspiracją Partii Lewicy (założonej i popieranej w większości przez rolników, ale po 1870 roku również robotników) dążącej do rozbicia monopolu władzy politycznej Partii Prawicy (składającej się z arystokracji, właścicieli ziemskich i wyższej klasy średniej).
W 1901, na skutek rosnącego niezadowolenia robotników, zrzeszających się w związki zawodowe, król Chrystian IX wezwał lewicę do utworzenia nowego gabinetu i od tego czasu akceptowano regułę, iż rząd powinien odzwierciedlać większość w Folketingu.
W 1905 roku nastąpił rozłam w Partii Lewicy. Jej odłam stał się partią centrową. Radykalni-Liberałowie pragnęli współpracować z Socjaldemokratami. 1913: Obie partie otrzymują większość w Folketingu, Radykalno-Liberalny rząd kieruje Danią do czasu I wojny światowej.
Nowa konstytucja przyjęta w 1915 roku zawierała warunek reprezentacji proporcjonalnej oraz prawo wyborcze dla wszystkich obywateli, zarówno mężczyzn, jak i kobiet, od 25. roku życia (zmiana w 1978 na 18. rok życia). W celu zmiany wizerunku, dawna Partia Prawicy przybrała nazwę Konserwatywnej. Od tego czasu ona i Umiarkowani Liberałowie (niegdyś Partia Lewicy), Radykalni-Liberałowie oraz Socjaldemokraci stanowili centrum duńskiej polityki. Socjaldemokraci krótko rządzili w 1924 i w 1929 r., w stowarzyszeniu z radykałami.
Podczas okupacji niemieckiej (1940–1945), powstał rząd koalicyjny, utworzony przez główne partie polityczne, jednak wzrastający powszechny opór duński w stosunku do Niemców, skłonił ich do przejęcia władzy wykonawczej. Partie faszystowskie nigdy nie odnotowały nikłego nawet poparcia. Od wyzwolenia 1945 do 1957 roku, Danią kierował rząd mniejszościowy, ze zmiennym wpływem socjaldemokratów z jednej strony i umiarkowanych liberałów oraz konserwatystów z drugiej, w zależności, od tego, którą z dwu grup, poparła Partia Radykalno-Liberalna. W 1953 r., nowa konstytucja zniosła Landsting, wprowadzając system jednoizbowy i powiększając liczbę deputowanych ze 151 do 179.
Główne partie popierały działania ONZ i NATO, ponadto zacieśniając współpracę między krajami skandynawskimi.
Ów okres, kiedy najbardziej wpływowe partie otrzymywały łącznie w kolejnych wyborach mniej lub więcej 90 procent mandatów, był dla pozostałych pasmem porażek. Ciesząca się dotychczas nieznacznym poparciem Partia Komunistyczna, w 1957 roku nie weszła do parlamentu. Wcześniej odłączyła się od niej Partia Socjalistyczno-Ludowa. Pewną rolę odegrała również Partia Jednolitego Opodatkowania, opierająca się na zasadach Henry’ego George’a, będąc w koalicji rządowej 1957–1960.
Industrializacja i rozwój sektora państwowego uczyniły partyjne podziały bardziej skomplikowanymi. Agresywna walka radykalnej Partii Socjalistyczno-Ludowej, o wyborców lewicy przyczyniła się do destabilizacji w zachowaniach wyborczych, które nastąpiły w roku 1973.
Trzy nowe partie otrzymały mandaty, Chrześcijańsko-Ludowa, Centrum Demokraci oraz Partia Postępu (na skutek rozłamu, jaki nastąpił w 1995, wywodzi się z niej populistyczna Duńska Partia Ludowa) z liderem Mogensem Glistrupem, ekspertem podatkowym. Partia Postępu, założona na początku 1973 roku, forsowała zniesienie podatku dochodowego i stopniową likwidację biurokracji państwowej. Socjaldemokraci, obecni u władzy, ponieśli znaczną porażkę w tych wyborach. Ich przewodniczący, Anker Jorgensen, zrezygnował ze stanowiska premiera. W środku grudnia, Poul Hartling został zaprzysiężony jako premier liberalno-demokratycznego gabinetu.
Kiedy stało się jasne w grudniu 1974, że parlament nie akceptuje drastycznego antyinflacyjnego programu Hartlinga, wybory powszechne zostały zwołane ponownie i odbyły się w styczniu 1975. Liberałowie niemal podwoili swoją reprezentację w Folketingu. Jednakże, ponieważ większość nie socjalistycznych partii utraciła poparcie oraz dlatego, iż trzy z czterech lewicowych partii równocześnie zyskały parlamentarne mandaty, utracono stałą większość, zatem Hartling podał się do dymisji. Po kilku próbach, koalicja Hartlinga i Ankera Jorgensena, późniejszy sojusz Socjaldemokratów z pozostałymi socjalistami ukierunkowane partiami mniejszości w końcu odniosły sukces w tworzeniu nowego rządu. Jorgensen pozostał premierem dzięki wyborom w 1977, 1979 i 1981 roku. Jednakże we wrześniu 1982, rozbieżność zdań wobec planu Jorgensena, aby podnieść podatki, utworzyć nowe miejsca pracy, zwiększyć subwencje dla rolników i zmniejszyć deficyt budżetowy, była powodem rozwiązania rządu.
Koalicja czterech partii na czele z Poulem Schlüterem, pierwszym Konserwatywnym premierem od 1901 roku, przejęła wówczas władzę, tworząc rząd mniejszościowy, a posiadając tylko 66 mandatów z 179. W 1984 roku parlament nie udzielił poparcia dla budżetu rządu Schlütera, który w konsekwencji domagał się nowych wyborów. Odbyły się one w styczniu 1984 i w rezultacie koalicja objęła 79 mandatów. Jednakże następne wybory wrześniowe 1987, przyniosły 70 mandatów koalicji.
Wybory roku 1994, wyłoniły koalicję trzech silnych partii: Socjaldemokratów, Centrum Demokratów i Partii Radykalno-Liberalnej (otrzymali w sumie 76 mandatów). Liczba mandatów konserwatystów, głównej siły prawicowej, zmalała z 31 do 28, podczas gdy Partia Liberalna odczuła wzrost poparcia od 15,8% do 23,3% i tym samym stała się największą partią opozycyjną. Centrolewicowa koalicja przetrwała rozstanie z Centrum Demokratami, w 1996, którzy odrzucili propozycję Prezesa Rady Ministrów Poula Nyrupa Rasmussena, aby szukać poparcia dla budżetu po lewej stronie izby. Krucha koalicja dwóch partii przeżyła wiele kryzysów w roku 1997.
Wybory w 1998 roku odbyły się pod gwiazdą powrotu liberalno-konserwatywnego gabinetu. W lutym 1998, Socjaldemokraci odnotowali wzrost poparcia i Nyrup Rasmussen zwołał nagłe wybory. Ich wyniki były następujące: Partia Socjaldemokratyczna-35,9% (65 mandatów), Partia Radykalno-Liberalna-3,9% (7 mandatów), Partia Centrum Demokraci-4,3% (8 mandatów), Partia Chrześcijańsko-Ludowa-2,5% (4 mandaty), Partia Socjalistyczno-Ludowa-7,6% (13 mandatów), Czerwono-zielone przymierze-2,7% (5 mandatów), Liberałowie-23% (43 mandaty), Konserwatyści-8,9% (17 mandatów), Partia Postępu-2,4% (4 mandaty) i Duńska Partia Ludowa-7,4% (13 mandatów). Koalicja Socjaldemokratów i radykalnych-Liberałów pozostała nienaruszona (z Nyrupem Rasmussen jako premierem). Konserwatyści ponieśli em z Konserwatystami (9,1%, 16 mandatów) utworzyły rząd mniejszościowy, na którego czele stanął Anders Fogh Rasmussen. Dwie radykalne partie prawicowe: Duńska Partia Ludowa i Partia Postępu odniosły sukces, przejmując głosy głównego nurtu prawicy. W marcu 2000 Nyrup Rasmussen dokonał zmiany członków gabinetu, a wprowadzając nowych ludzi, starał się zapoczątkować pewne zmiany w odpowiedzi na oskarżenia Duńskiej Partii Ludowej. Krytykowała ona rząd za zbyt „miękką” politykę imigracyjną.
Sprawy imigracyjne były zagadnieniem najważniejszym w debatach poprzedzających wybory 20 listopada 2001. Socjaldemokraci Nyrupa Rasmussena zyskali mniej niż oczekiwali, bo tylko 29,1% głosów, a zatem 52 mandaty. Centroprawicowe partie osiągnęły najwyższe poparcie od 1926 roku. Partia Liberalna otrzymała 31,3% głosów, co przełożyło się na 56 mandatów. Ów gabinet musiał liczyć się ze zdaniem Duńskiej Partii Ludowej (12% i 22 mandatów), która udzieliła mu swego wsparcia. Pozostałe partie z reprezentacją w Folketing to: Partia Socjalistyczno-Ludowa (6,4%, 12 mandatów); Partia Radykalno-Liberalna (5,2%, 9 mandatów); Czerwono-zielone przymierze (2,4%, 4 mandaty); Partia Chrześcijańsko-Ludowa (2,3%, 4 mandaty); oraz po dwóch reprezentantów Wysp Owczych i Grenlandii.
Obecny układ sił prezentuje się podobnie. W lutym 2005 i znowu w listopadzie 2007, Partia Liberalna (Venstre) wraz z koalicyjnym partnerem, Partią Konserwatywną, ponownie uzyskały przewagę. Od wyborów w 2001 roku Venstre była największą partią duńskiego parlamentu. Dziś władzę sprawują partie lewicowe skupione w Bloku Czerwonym.

### Członkostwo w organizacjach międzynarodowych
Dania jest państwem Unii Europejskiej, a także członkiem OECD, NATO, ONZ, Organizacji Bezpieczeństwa i Współpracy w Europie, Unii Nordyckiej (której siedziba znajduje się w stolicy Danii, Kopenhadze) i innych organizacji międzynarodowych. Dania jest członkiem założycielem Rady Europy.
Konstytucja Danii przewiduje szczególną procedurę wyrażania zgody na przekazanie przez władze Królestwa Danii wykonywania przysługujących im uprawnień organom międzynarodowym. Dla podjęcia decyzji w takiej sprawie wymagana jest kwalifikowana większość 5/6, a w przypadku uzyskania poparcia jedynie zwykłej większości członków Folketingu na wniosek rządu rozstrzygnięcie następuje w drodze referendum.

## Siły zbrojne

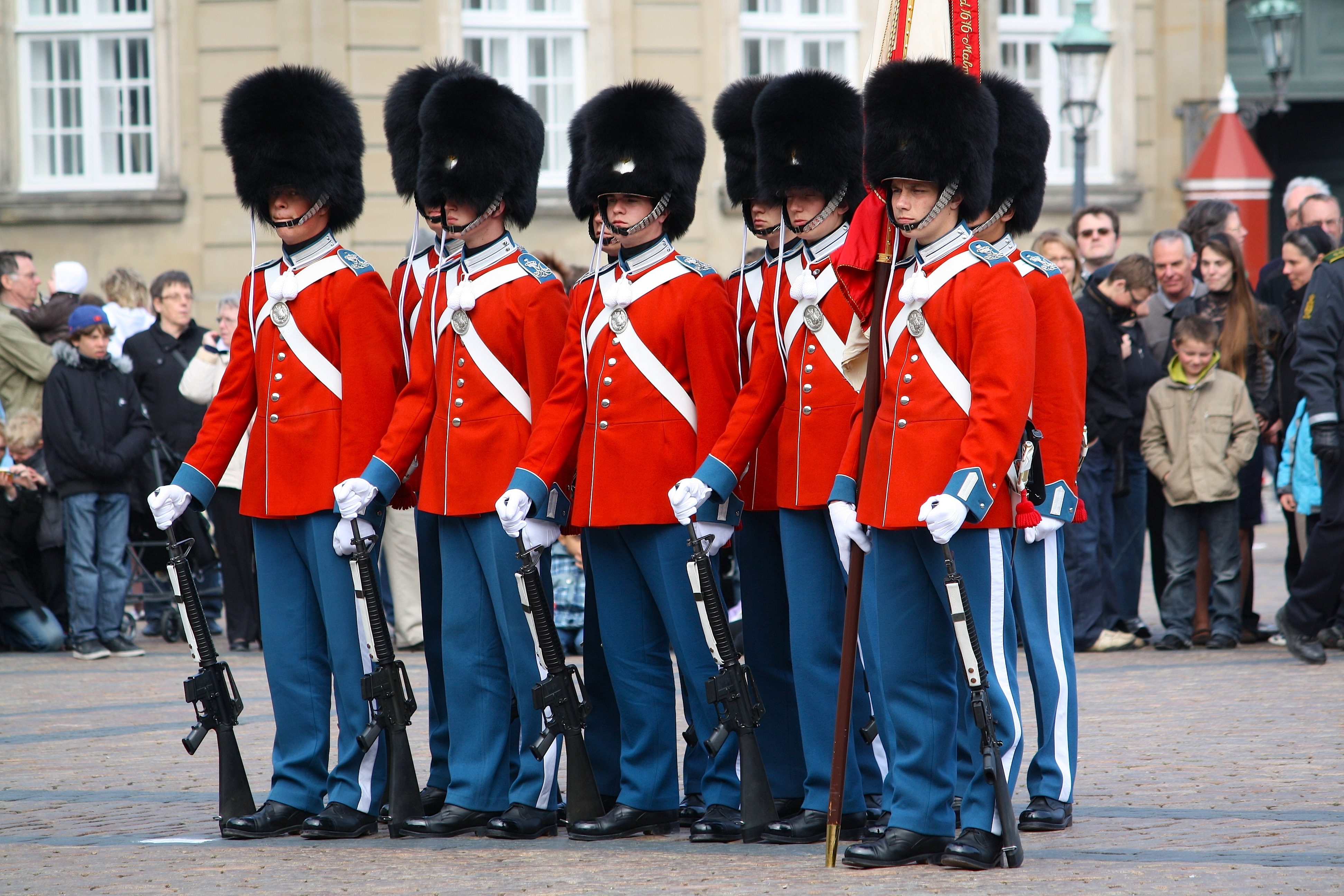
Duńska Gwardia Królewska podczas ceremonii zmiany warty przed Pałacem Królewskim Amalienborg w Kopenhadze

Duńskie Siły Zbrojne (duń. Det Danske Forsvar) dzielą się na Armię Danii, Marynarkę Wojenną, Siły Powietrzne i Obronę Terytorialną. Podstawowym zadaniem wojska jest obrona terytorium Danii, Wysp Owczych i Grenlandii przed zewnętrzną agresją. Wojsko podlega Ministerstwu Obrony, a jego najwyższym dowódcą jest król Fryderyk X. Dania od 1949 roku jest członkiem NATO.
Uzbrojenie sił lądowych Danii składało się w 2014 roku z: 57 czołgów, 700 opancerzonych pojazdów bojowych oraz 12 dział samobieżnych.
Wojska Danii w 2014 roku liczyły 25 tys. żołnierzy zawodowych oraz 63 tys. rezerwistów. W Danii służba wojskowa jest obowiązkowa dla mężczyzn i wynosi w zależności od specjalizacji od 4 do 12 miesięcy. Według rankingu Global Firepower (2014) duńskie siły zbrojne stanowią 43. siłę militarną na świecie, z rocznym budżetem na cele obronne w wysokości 4,4 mld dolarów (USD).

## Podział administracyjny
Od 1 stycznia 2007 roku Dania podzielona jest na 5 regionów, które z kolei dzielą się na 98 gmin.
| Region             | Położenie                                                                                   | Mapa | Stolica  | Populacja (styczeń 2012) | Powierzchnia km² | Gęst. zal. os./km² | Jutlandia Środkowa Region Stołeczny Jutlandia Północna Dania Południowa Zelandia |
| Jutlandia Północna | północna część Jutlandii                                                                    |      | Ålborg   | 579 996                  | 7874,0           | 73,66              | Jutlandia Środkowa Region Stołeczny Jutlandia Północna Dania Południowa Zelandia |
| Jutlandia Środkowa | środkowa część Jutlandii                                                                    |      | Viborg   | 1 266 682                | 13 000,2         | 97,44              | Jutlandia Środkowa Region Stołeczny Jutlandia Północna Dania Południowa Zelandia |
| Dania Południowa   | południowa część Jutlandii, Fionia i pobliskie wyspy, m.in. Langeland, Als, Ærø             |      | Vejle    | 1 201 342                | 12 191           | 98,0               | Jutlandia Środkowa Region Stołeczny Jutlandia Północna Dania Południowa Zelandia |
| Region Stołeczny   | mniejsza, północno-wschodnia część Zelandii i Bornholm                                      |      | Hillerød | 1 714 486                | 2546,3           | 673,32             | Jutlandia Środkowa Region Stołeczny Jutlandia Północna Dania Południowa Zelandia |
| Zelandia           | większa, południowo-zachodnia część Zelandii i pobliskie wyspy, m.in. Lolland, Falster, Møn |      | Sorø     | 817 907                  | 7217,8           | 113,32             | Jutlandia Środkowa Region Stołeczny Jutlandia Północna Dania Południowa Zelandia |

Zobacz też: podział administracyjny Danii do 2006.

## Gospodarka

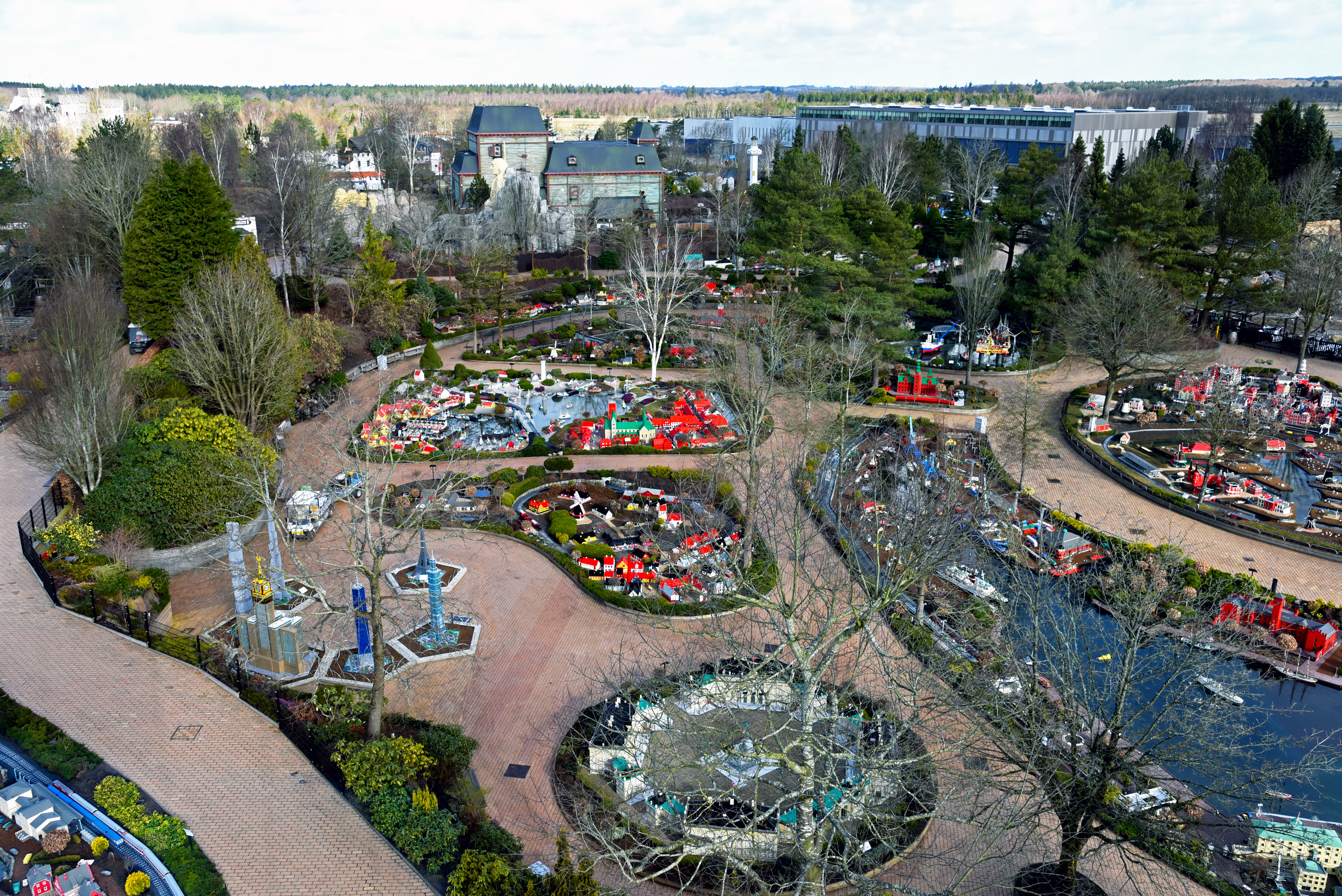
Legoland w Billund

Dania jest wysoko rozwiniętym krajem. Spośród krajów unijnych, ma najlepszy Wskaźnik Wolności i jest w pierwszej dziesiątce najbardziej wolnych na świecie. PKB per capita w 2005 roku wynosiło nominalnie 50 tys. 965 dolarów (8. miejsce na świecie), a po zmierzeniu parytetem siły nabywczej 36 tys. 549 dolarów (7. miejsce na świecie), co jest wynikiem pod obydwoma względami porównywalnym do Szwajcarii. Wskaźnik Giniego, czyli poziom rozpiętości w dochodach, wynosi 25 i jest najniższy na świecie obok wyniku pozostałych krajów skandynawskich. Podatki należą do najwyższych w UE i na świecie, stanowią one 49% PKB. Najwięcej zatrudnionych (blisko 70%) pracuje w szeroko rozumianej sferze usług. Na terenie kraju istnieje m.in. przemysł spożywczy, maszynowy, celulozowo-papierniczy, metalurgiczny i budownictwo.
Dużą rolę odgrywa wydobycie surowców energetycznych (ropy naftowej, gazu ziemnego, węgla brunatnego, oraz torfu). Dania jest samowystarczalna energetycznie. Wydobycie ropy i gazu dwukrotnie przekracza potrzeby własne, a nadwyżka jest eksportowana.
Znane przedsiębiorstwa duńskie to Maersk, jedna z największych na świecie firm kontenerowych, Lego i Carlsberg.

### Rolnictwo
Rolnictwo duńskie jest wysoko rozwinięte, nowoczesne o wysokim stopniu mechanizacji, cechuje się intensywnością i wysoką wydajnością (jedno z czołowych miejsc w świecie pod względem wydajności). Wytwarza się znaczną nadwyżkę żywności, trzykrotnie przewyższającą potrzeby kraju, która stanowi ważny towar eksportowy.
Dania ma jeden z największych w świecie odsetek gruntów ornych i sadów wynoszący 63% powierzchni kraju. Uprawa obejmuje głównie zboża (zwłaszcza pszenicę, a także jęczmień, żyto i owies), buraki cukrowe, ziemniaki oraz warzywa. Średnie plony są na poziomie: pszenica – 52 q/ha, jęczmień – 40 q/ha, owies – 38 q/ha. Hodowane jest przede wszystkim bydło (zarówno typu mlecznego, jak i mięsnego) i trzoda chlewna, sporą rolę odgrywa hodowla drobiu. Dania jest światową potęgą w produkcji i eksporcie mleka, mięsa, masła i serów. Udział duńskiego mięsa w handlu międzynarodowym sięga ok. 15% (1. miejsce w świecie), w przypadku masła odsetek ten wynosi 17% (2. miejsce w świecie). Istotną rolę, dzięki warunkom naturalnym, odgrywa rybołówstwo morskie, ponad 2/3 połowów przeznacza się na eksport. Największymi portami rybackimi są: Esbjerg, Skagen i Thyborøn. Produkcja ogrodnicza koncentruje się wokół dużych miast, najwięcej szklarni znajduje się na wyspach Fionii i Zelandii. Lasy pokrywają ok. 12% powierzchni kraju, a produkcja drewna zaspokaja 1/3 zapotrzebowania Danii.

Dania jest największym na świecie eksporterem futer zwierzęcych. W kraju istnieje ok. 1500 farm futrzarskich, które rokrocznie dostarczają ok. 19 mln skór norek, a także skóry lisie, szynszyle i królicze. Eksport sektora futrzarskiego przynosi ok. 1,2 mld EUR.

### Transport
Dania posiada stosunkowo dobrze rozwiniętą sieć drogową. W 2006 jej łączna długość wynosiła 72 362 km a średnia gęstość 167,9 km/100 km².
W 2007 istniało w tym kraju 2644 km linii kolejowych, ich średnia gęstość wyniosła 6,14 km/100 km².
Flota handlowa Danii składa się z ponad 500 statków o łącznej wyporności ponad 10 mln ton. Głównymi portami są Kopenhaga, Esbjerg i Århus.

### Handel zagraniczny
Eksport jest bardzo ważnym czynnikiem w gospodarce Danii. Około 1/3 PKB kraju pochodzi właśnie z eksportu. Eksportowane są przede wszystkim takie dobra jak: części maszyn, metale surowe, produkty spożywcze, elektronika i gaz ziemny. Najważniejszymi partnerami handlowymi Danii są Niemcy (17%), Szwecja (12%), Wielka Brytania (8%) oraz Stany Zjednoczone (7%). W roku 2009 handel zagraniczny z Niemcami uległ pogorszeniu ze względu na kryzys finansowy w Europie.
W latach 60. Niemcy zdetronizowały Wielką Brytanię z pozycji głównego partnera handlowego Danii, jednakże Anglia dalej pozostaje jednym z najbardziej znaczących odbiorców duńskich produktów eksportowych. Handel z krajami Europy Wschodniej urósł na znaczeniu. Bilans handlowy Danii jest pozytywny; oznacza to, że eksport przewyższył import. Na początku lat 60. Głównymi towarami eksportowymi Danii były produkty mięsne oraz nabiał. Obecnie są to również produkty farmaceutyczne, maszyny, metale oraz części transportowe.

### Lista regionów według wskaźnika rozwoju społecznego
Lista regionów Danii według wskaźnika rozwoju społecznego w 2017 roku.
| Lp. | Region             | WRS 2017 | Porównywalne państwa (WRS 2017)           |
| --- | ------------------ | -------- | ----------------------------------------- |
| 1   | Region Stołeczny   | 0,950    | Norwegia (0,953)                          |
| –   | Dania (średnia)    | 0,930    | Holandia (0,931)                          |
| 2   | Jutlandia Środkowa | 0,927    | Kanada (0,926)                            |
| 3   | Dania Południowa   | 0,923    | Stany Zjednoczone (0,924)                 |
| 4   | Jutlandia Północna | 0,914    | Belgia (0,916)                            |
| 5   | Zelandia           | 0,902    | Francja (0,901), Korea Południowa (0,903) |

### Emisja gazów cieplarnianych
Łączna emisja równoważnika dwutlenku węgla z obszaru Danii wyniosła w 1990 roku 70,66 Mt, z czego 53,645 Mt stanowił dwutlenek węgla. W przeliczeniu na mieszkańca emisja wyniosła wówczas 10,435 t dwutlenku węgla, a w przeliczeniu na 1 dolar PKB 309 kg. Emisja rosła do 1996, a następnie spadała. W 2018 roku emisja dwutlenku węgla pochodzenia kopalnego wyniosła 33,131 Mt, a w przeliczeniu na mieszkańca 5,758 t i w przeliczeniu na 1 dolar PKB 120 kg. Przez większość tego okresu główną branżą odpowiedzialną za tę emisję była energetyka, ale z czasem jej udział spadał, a przy prawie stałym poziomie emisji z transportu, ta branża stała się współdominująca w drugiej dekadzie XXI w. W całkowitej emisji gazów cieplarnianych dwutlenek węgla zawsze stanowił większość, na drugim miejscu zawsze były emisje metanu, niewiele od nich były emisje podtlenku azotu, a udział emisji gazów fluorowanych był mało zauważalny.

### Turystyka

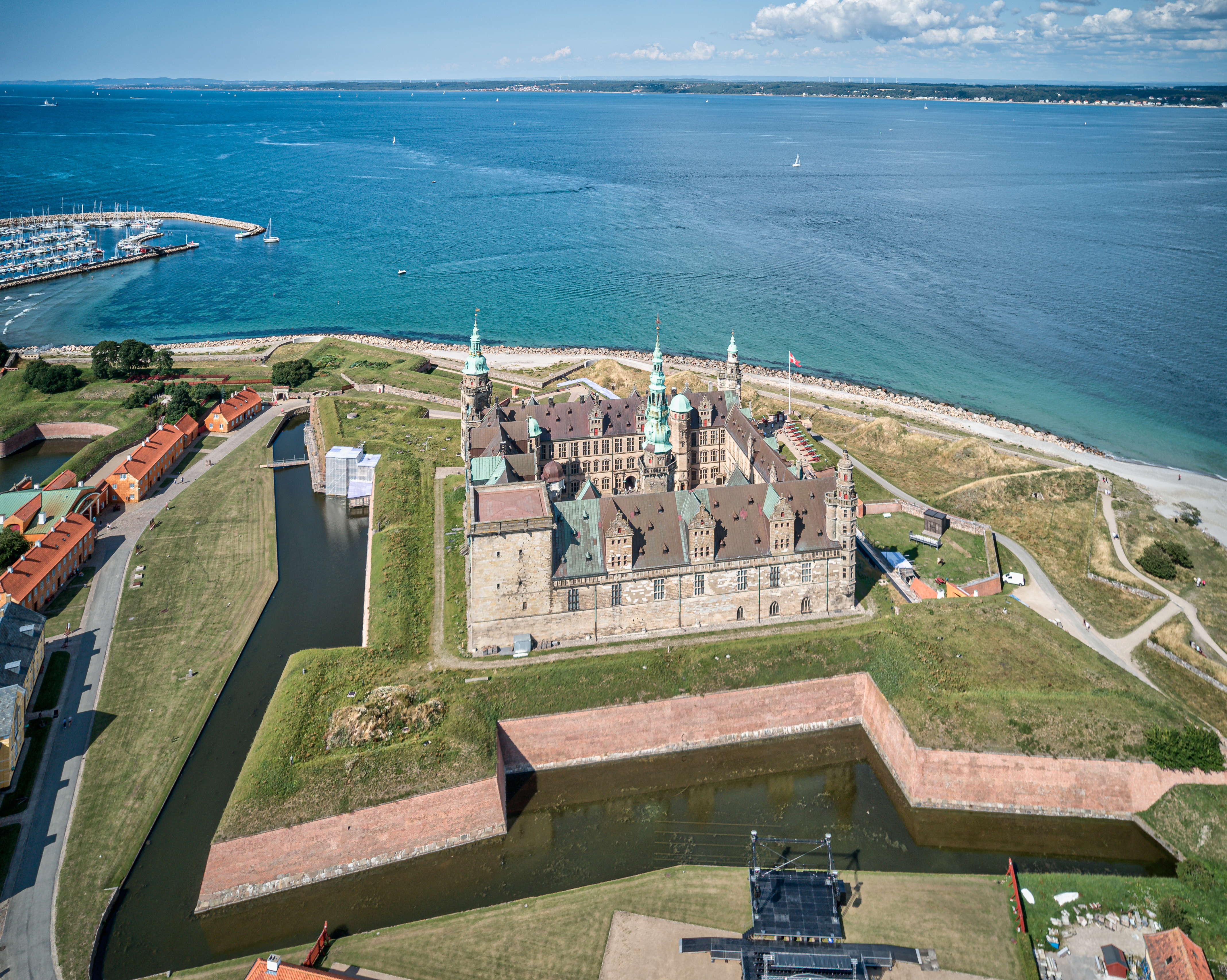
Zamek Kronborg nad cieśniną Sund oddzielającą Danię od Szwecji

Turystyka jest ważnym źródłem dochodowym Danii. Przemysł turystyczny w Danii kwitnie od lat i ciągle nabiera na sile. Dania jest szczególnie lubiana przez turystów z Niemiec, Szwecji oraz Norwegii. Szczególnie chętnie odwiedzanym miejscem jest stolica kraju, Kopenhaga.
W roku 1999 Danię odwiedziło ponad 2 miliony turystów z różnych krajów, przede wszystkim z innych krajów skandynawskich. Łącznie zyski w turystyce z tamtego roku wyniosły 3,31 mld dolarów. Dania to spokojny i bezpieczny kraj, a jej główne atrakcje turystyczne to:
- Rozrywka: Legoland Billund (park rozrywki zbudowany w większości z klocków Lego), Ogrody Tivoli (park rozrywki i ogród), Den Bla Planet (największe nordyckie oceanarium),
- Przyroda i Zabytki: białe klify na wyspie Mon, Duńska Riwiera (piaszczyste plaże), Zamki: Frederiksborg i Kronborg[27].

### Tydzień pracy
Dania ma jedną z najmniejszych liczb godzin do przepracowania w tygodniu. Według CNN jest druga po Holandii, a przeciętny tydzień pracy ma 33 godziny robocze tygodniowo.

## Oświata
Obowiązek szkolny w Danii trwa dziewięć lat, obejmuje cały okres nauki w szkole podstawowej i może być realizowany na trzy różne sposoby: w szkołach państwowych, prywatnych lub w formie domowego nauczania. Wybór pozostawia się rodzicom.
Od roku szkolnego 2007/2008 duński system oceniania jest siedmiostopniowy, obejmujący oceny od -3 do +12/12. Aby zdać, należy osiągnąć odpowiednio 12, 10, 7, 4 albo 2 punkty. Egzamin niezdany jest wtedy, kiedy otrzyma się 0 bądź -3 punkty. Wartości, które znajdują się pomiędzy wymienionymi, nie decydują o zdaniu bądź niezdaniu egzaminu, lecz mają znaczenie podczas wystawiania ocen cząstkowych. Powodem, dla którego doszło do zreformowania skali ocen, była między innymi potrzeba, aby ustalono jasne granice pomiędzy pojedynczymi ocenami oraz umożliwienie, na ile to możliwe, międzynarodowego systemu oceniania. Poniższa tabela ilustruje poszczególne oceny z odpowiednią definicją wyjaśniającą tę ocenę w duńskim systemie szkolnictwa, jak również porównanie z punktami ECTS oraz niemieckim systemem oceniania.
| Ocena duńska | Definicja                                      | Odpowiednik w punktach ECTS | Odpowiednio: ocena niemiecka |
| ------------ | ---------------------------------------------- | --------------------------- | ---------------------------- |
| 10           | „znakomite osiągnięcie”                        | B                           | 1 do 2 (11–14 punktów)       |
| 7            | „dobre osiągnięcie”                            | C                           | 2 do 3+ (9–11 punktów)       |
| 4            | „przeciętne osiągnięcie”                       | D                           | 3 do 3− (7–8 punktów)        |
| 02           | „wystarczające osiągnięcie”                    | E                           | 4+ do 4 (5–6 punktów)        |
| 00           | „niewystarczające osiągnięcie”                 | Fx                          | 4− do 5 ([1/]2–4 punktów)    |
| –3           | „osiągnięcie całkowicie nie do zaakceptowania” | F                           | 6 (0 punktów)                |

Duński system ocen składał się wcześniej z 13–stopniowej skali, gdzie 00/0 oznaczało ocenę najgorszą, a 13 najlepszą. Porównując je z niemieckim systemem oceniania, wygląda to następująco: (oceny 1, 2, 4, jak również 12 nie było): (ocena duńska = ocena niemiecka) (00 = 6; 03 = 5–6, 05 = 5, 06 = 4; 07 = 3–4; 08 = 3; 09 = 2−; 10 = 1–2; 11 = 1; 13 = 1+).
Wszystkie duńskie kierunki studiów podlegają tak zwanemu Numerus clausus, który jest dokumentem centralnym, na podstawie którego ustala się miejsca na studiach według średniej ocen. Pewien procent miejsc na studiach przydzielany jest na podstawie kwestii socjalnych, przy czym można sobie zwiększyć szanse na dostanie takiego miejsca, wykonując prace socjalne. Podobnie jak w Niemczech niektóre przedmioty są chętniej i liczniej uczęszczane, dlatego też trudniej jest wtedy zdobyć wolne miejsce. (np. medycyna, psychologia czy prawo), podczas gdy na niektóre kierunki prawie nie ma zapotrzebowania i tam każdy kandydat zostaje przyjęty.

## Kultura

### Sztuka duńska
Jednym z najstarszych zabytków znalezionych na terenie Danii jest Fibula z Værløse datowana na III wiek, znaleziona w 1944 w Værløse na północ od Kopenhagi.

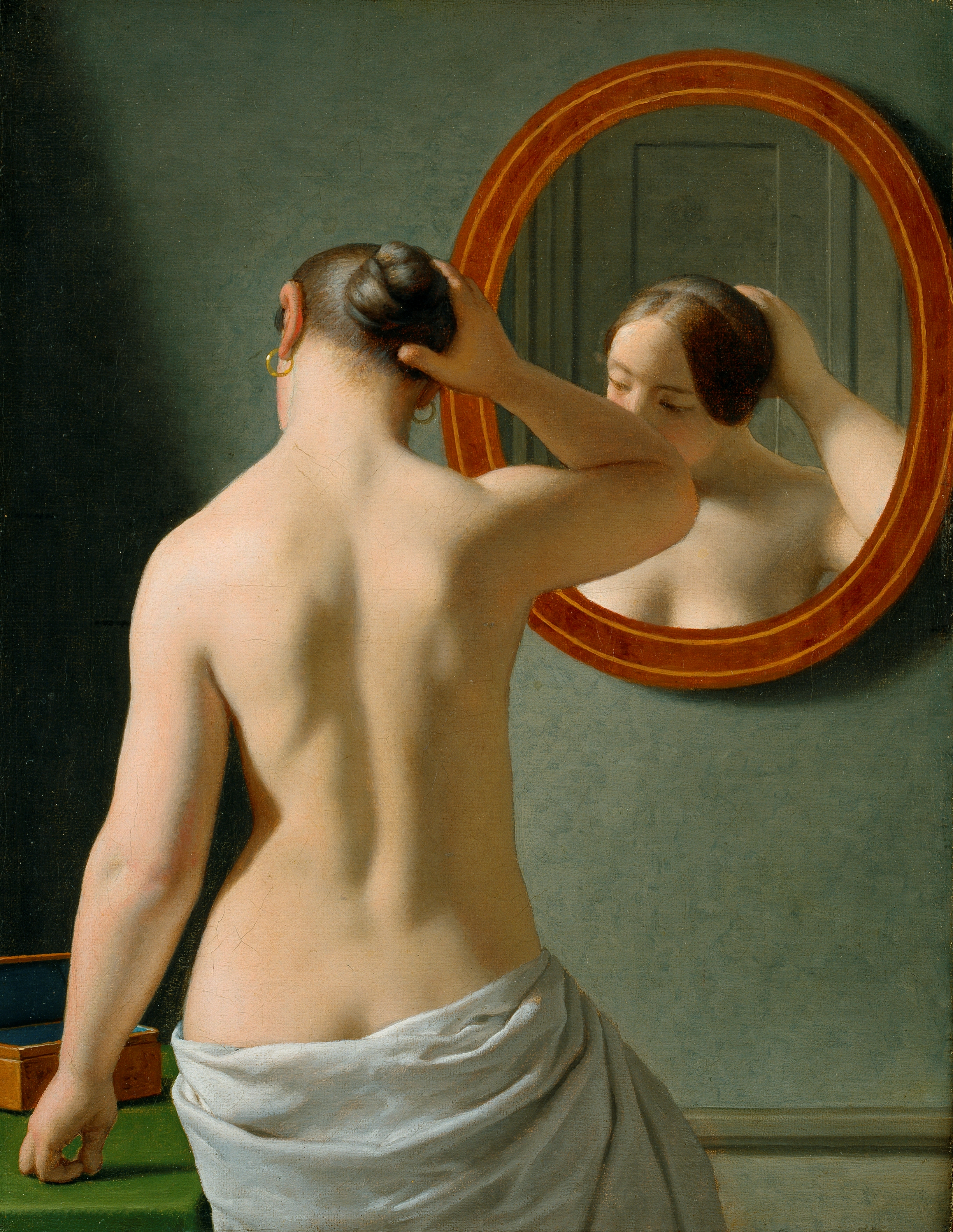
Christoffer Wilhelm Eckersberg, Kobieta przed lustrem, 1841.

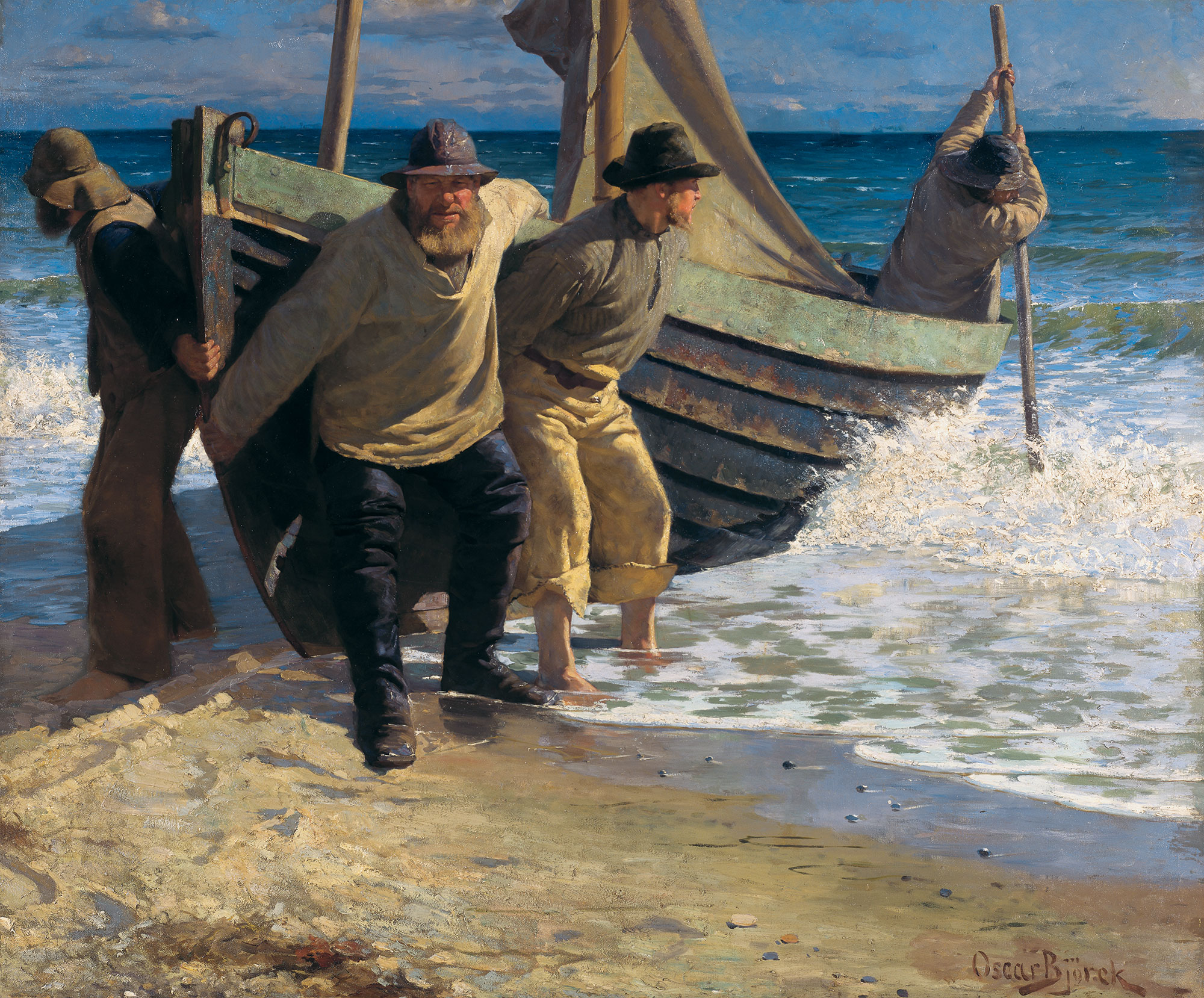
Oscar Bjørck, Wodowanie łodzi. Skagen (1884)

### Malarstwo
Duńskie malarstwo największe triumfy święciło w XIX w., a do jego najwybitniejszych przedstawicieli należą Christoffer Wilhelm Eckersberg i Christen Købke.
- Dzieła starożytne, które przetrwały, to przede wszystkim malowidła ścienne w kościołach na Zelandii, pochodzące z XII w. W kolejnych stuleciach dominowało w Danii malarstwo dekoracyjne i portretowe. Autorami byli przede wszystkim holenderscy artyści. Do najważniejszych dzieł należą obrazy olejne w kopenhaskim zamku Rosenborg oraz w zamku Kronborg w Helsingør. W obrazach pochodzących z XVIII w. są widoczne wpływy francuskie. Najważniejszym malarzem tego okresu jest portrecista Peder Als(inne języki).
- Powstanie Królewskiej Duńskiej Akademii Sztuk (Det Kongelige Danske Kunstakademi) było punktem zwrotnym w rozwoju duńskiego malarstwa. To tam kształcili się najwybitniejsi klasycystyczni malarze, m.in.: Jens Juel i Nikolai Abildgaard.
- „Złotą Epoką” duńskiej sztuki nazywany jest okres od 1816 do 1848 r., w którym tworzyli tacy malarze jak: Christoffer W. Eckersberg, Christen Købke czy Johan Th. Lundbye. Eckersberg, jako profesor w Akademii Sztuk w Kopenhadze, zachęcał młodych malarzy do studiowania w plenerze i w ten sposób założył nową szkołę malarstwa plenerowego w Danii. Nauczał on także malowania kobiecych aktów.
- Pod koniec XIX w. powstało w Danii ugrupowanie malarzy z duńskiej miejscowości rybackiej – Skagen, która użyczyła grupie nazwy. Malarze ze Skagen specjalizowali się w malarstwie plenerowym, szczególnie często malowali pejzaże samego Skagen, w którym stykają się ze sobą Morze Północne oraz Bałtyk. Oprócz tego malowali oni ludzi przy pracy oraz dzieci bawiące się na plaży. Szczególnie fascynowało ich światło północne, dlatego też stosowali oni w swoich obrazach technikę światłocienia. Przedstawiali oni w ten sposób nie tylko pejzaże, ale również wnętrza pomieszczeń.
- We współczesnym malarstwie duńskim ważną rolę odgrywała Grupa Cobra. Nazwa ta to połączenie pierwszych liter nazw trzech europejskich stolic: Kopenhagi, Brukseli oraz Amsterdamu. Były one centrami działalności członków grupy. Cobra działała do 1951 r. i zrzeszała ponad 50 artystów, nie tylko malarzy, ale również rzeźbiarzy czy fotografów. Sztukę reprezentowaną przez to stowarzyszenie charakteryzuje spontaniczność i eksperymentalizm. Artyści czerpali inspirację z rysunków dziecięcych, sztuki niszowej czy z kultur prymitywnych. Cechy rozpoznawcze dzieł to m.in. jaskrawe kolory, fantazja i humor zawarte w obrazach[30].

### Muzyka
Duży wpływ na duńską muzykę w czasach rządów króla Chrystiana IV (druga połowa XVI w., pierwsza połowa XVII w.) miała muzyka niemiecka, włoska oraz angielska. Kompozytorzy tacy jak John Dowland, Heinrich Schütz, którzy przez długi czas byli nadwornymi kompozytorami królewskimi, lub Dietrich Buxtehude, który był organistą w Helsingør, mieli możliwość kontaktu z duńskimi kompozytorami, przez co mieli wpływ na ich twórczość.
Do rozwoju duńskiej muzyki w dużym stopniu przyczynił się urodzony w Niemczech Friedrich Ludwig Æmilius Kunzen, który napisał operę „Holger Danske” (1787). Innym ważnym kompozytorem był Christoph Ernst Friedrich Weyse, który napisał operę „Ludams Hule” (1816).
Duńskimi reprezentantami epoki romantyzmu byli Niels Wilhelm Gade, Johan Peter Emilius Hartmann oraz Peter Heise.
Najważniejszym kompozytorem XX w. w Danii był Carl Nielsen, który dzięki swoim symfoniom i operom zyskał sławę również poza granicami kraju. Inni kompozytorzy z tego okresu to Poul Schierbeck, Knudåge Riisager, Jørgen Bentzon, Finn Høffding, Herman David Koppel, Vagn Holmboe, Niels Viggo Bentzon, Louis Glass, Paul von Klenau, Ludolf Nielsen, Hakon Børresen, Rued Langgaard, Poul Ruders oraz Per Nørgård.
Najbardziej znanymi duńskimi wykonawcami muzyki rozrywkowej są: zespół Aqua, Lars Ulrich (perkusista zespołu Metallica), Oh Land, Niels-Henning Ørsted Pedersen, Carpark North, Saybia, Kashmir, Nephew, Medina, Outlandish, D-A-D, Pretty Maids, Thulla, Poul Krebs, Kim Larsen, TV-2, Sorten Muld, Volbeat, Jakob Sveistrup, Sort Sol, King Diamond, Red Warszawa, Natasha Thomas, Laid Back, Hanne Boel, Anna David, Junior Senior, Under Byen, Raunchy, The Raveonettes, MØ oraz Trentemøller.

### Literatura i filozofia

Hans Christian Andersen, 1869

Jednym z duńskich filozofów jest Søren Kierkegaard, który jest uznawany za jednego z prekursorów egzystencjalizmu. Innym filozofem jest Nikolai Frederik Severin Grundtvig (nauczyciel, pisarz, polityk, a także filozof, który odegrał ogromną rolę w kształtowaniu duńskiej świadomości narodowej) z Kirkegaardem. W czasach najnowszych filozofem jest Knud Ejler Løgstrup, który sam uważał się za kontynuatora dzieła Grundtviga. Jednym z duńskich pisarzy jest Hans Christian Andersen.

### Kuchnia
Typowa duńska kuchnia jest połączeniem tradycyjnej kuchni Skandynawii z tradycjami kontynentalnymi. Posiłkowi towarzyszy koncepcja hygge (ciepłej i miłej atmosfery, odpowiedniego nastroju). Często spożywane są dania z ryb np.: makreli, śledzia (które bywają jadane w marynowanej słodkiej zalewie albo jako dodatek do kwaśnej śmietany i koperku). Bardzo popularne są kanapki tzw.: smørrebrød, w których dodatkiem do pieczywa jest marynowana wieprzowina, duński bekon, surowa wołowina, czy też marynowana na słodko czerwona kapusta. Jednym z najpopularniejszych dań typowo duńskich są frikadeller, czyli kotlety mielone z mięsa wieprzowego i wołowego. Kolejnym słynnym daniem są smażone ziemniaki z cebulą i mięsem, zwane biksemad.

## Święta i uroczystości

### Urodziny[31]
Ważnym świętem każdego Duńczyka są jego własne urodziny. Początki tej tradycji sięgają XVI wieku. Duńska rodzina królewska przejęła ten zwyczaj od Niemców w 1536 roku, czyli 10 lat po przejściu Fryderyka I (ówczesnego króla Danii) na ewangelicyzm. Obchodzenie urodzin przez zwykłych obywateli zyskało popularność dopiero w XVIII wieku i różniło się pod pewnymi względami od świętowania, które znamy z czasów obecnych. Różnice te wynikają chociażby z tego, że tort (duń. Lagkage) oraz prezenty, bez których nie wyobrażamy sobie dzisiaj urodzin, pojawiły się w Danii dopiero pod koniec XIX wieku.
Tradycja ta jak widać jest mocno zakorzeniona w kulturze duńskiej oraz ma szczególne znaczenie, o czym świadczy fakt, że w dniu urodzin przed domem jubilata wiesza się duńską flagę (DanneBrog).
W noc poprzedzającą urodziny, gdy jubilat już śpi, wokół jego łóżka kładzione są prezenty, tak by były pierwszą rzeczą jaką zobaczy on zaraz po wstaniu. Jubilat budzony jest zazwyczaj przez członków rodziny urodzinową piosenką (den danske fødselsdagsang). Następnie cała rodzina udaje się do kuchni, by zjeść urodzinowe śniadanie. Na urodzinowym stole znajdziemy przede wszystkim Boller (kardamonowe bułeczki drożdżowe, w których ukryta jest malutka duńska flaga), Brunsviger (ciasto drożdżowe polane masłem z brązowym cukrem) oraz Lagkage, czyli tradycyjny tort ozdobiony małymi duńskimi flagami. W dniu urodzin śpiewa się również najprzeróżniejsze urodzinowe serenady, w tym najbardziej znaną, czyli Tillykke.

### Święto Trzech Króli[33]
Święto Trzech Króli zostało uznane oficjalnym dniem wolnym od pracy w 1770 roku po tzw. „Helligdagreformen” i wypada 6 stycznia. Wieczorem 5 stycznia Duńczycy spotykają się w gronie rodziny, aby zapalić specjalną świecę, która posiada 3 knoty. Po wypaleniu się świecy następuje trzask, który symbolizuje zakończenie okresu Bożego Narodzenia. Obecnie Święto Trzech Króli traci w Danii na znaczeniu, a 6 stycznia traktowany jest przez większość obywateli jako zwykły dzień.

### Wielkanoc
Wielkanoc (duń. Paske) w Danii jest postrzegana jako symbol zakończenia zimy. Święta Wielkanocne mogą rozpocząć się tutaj najwcześniej 22 marca, a najpóźniej 25 kwietnia i trwają od Wielkiego Czwartku do poniedziałku wielkanocnego.
W okresie świątecznym większość domów przystrojona jest w wiosenne kwiaty lub gałązki zdobione pisankami. Dzieje się tak nie bez powodu, bowiem jajka uważane są w tym kraju za najważniejszy symbol świąt. Duńczycy nie tylko obdarowują się nawzajem jajkami, ale również chowają je w ogrodzie.
Ze Świętami Wielkanocnymi w Danii związana jest szczególna tradycja pisania i wysyłania listów tzw. gaekkebreve. Każdy list jest bardzo indywidualny, różnorodny i co najważniejsze nie ma określonego wzoru. W liście pisze się rymowankę i wysyła ją do wybranej przez siebie osoby. Zadaniem adresata jest odgadnięcie od kogo gaekkebrev pochodzi. Jeżeli adresat nie odgadnie kto jest nadawcą listu, zostaje przezwany duńskim określeniem „gæk”, które można przetłumaczyć jako głupiec. Jeśli adresat odgadnie od kogo otrzymał list, to „gæk’iem” zostaje nadawca listu. Oczywiście „gæk” musi odpokutować swoje winy. W tym celu należy albo urządzić przyjęcie, albo podarować prezent osobie, z którą się przegrało.
W Danii na świątecznym stole znajdziemy przede wszystkim jajka przyrządzone w najprzeróżniejszych wariantach. W niektórych częściach Danii, jak np. na Jutlandii szczególnie popularne są jaja podawane z sosem musztardowym, tzw. Skinde Æg. Dodatkowo na świątecznym stole nie może zabraknąć ciemnego pieczywa, śledzia, ryb, wędlin czy sera. Podczas świąt Duńczycy piją przede wszystkim sznapsa oraz specjalne „piwo” przyrządzane przez gospodynie domowe, które jest mocniejsze i przez to bardziej wyraziste w smaku od zwykłego piwa.

### Boże Narodzenie

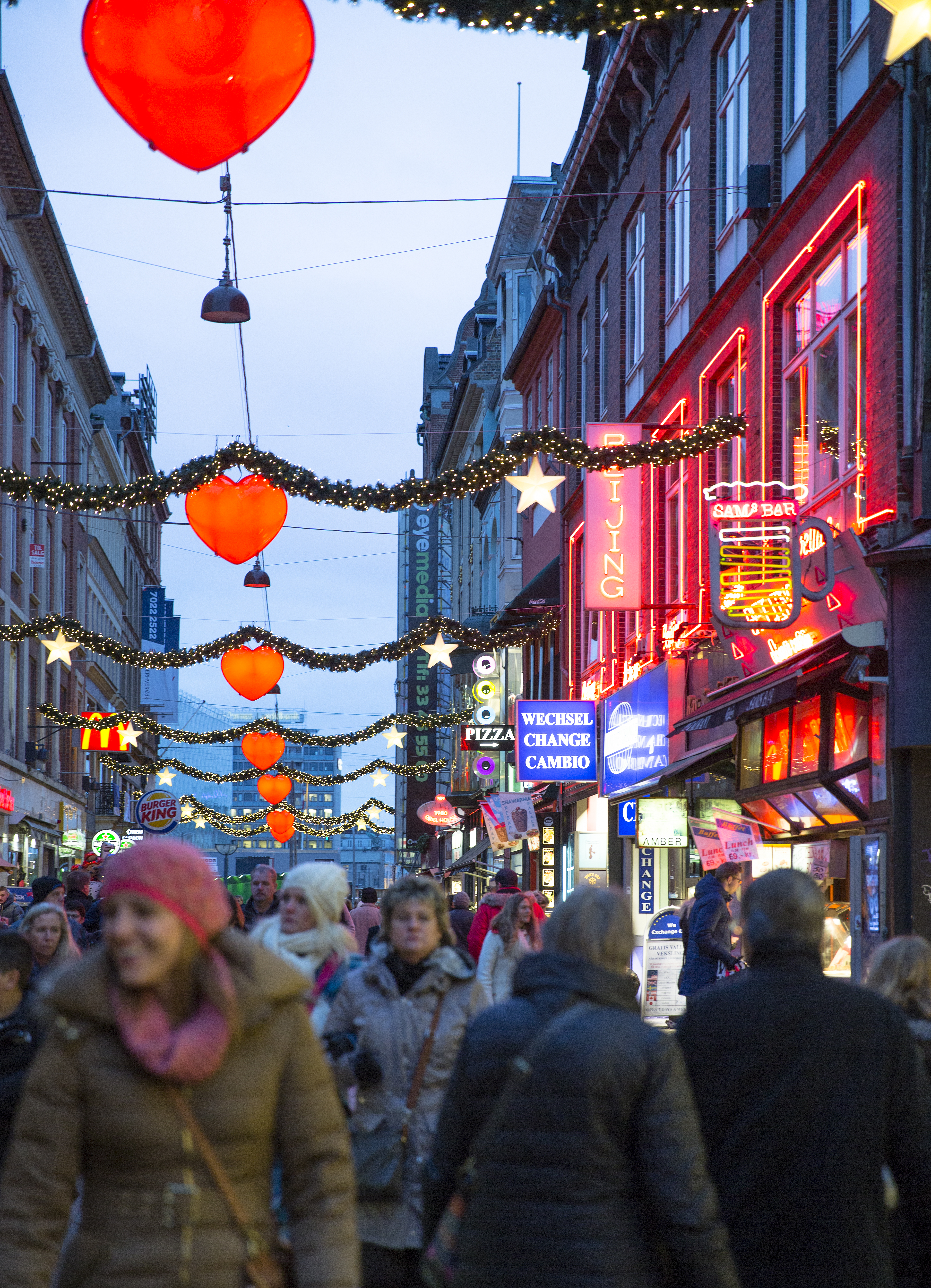
Boże Narodzenie, Kopenhaga

Z całą pewnością grudzień można określić mianem wyjątkowego okresu w życiu Duńczyków. W tym miesiącu w wielu miastach odbywają się jarmarki świąteczne, ulice są barwnie ozdobione, a w ogródkach czy centralnych miejscach stoją choinki, które wprawiają mieszkańców w świąteczny nastrój. Zgodnie z tradycją, która trwa od 1914 roku, pierwsza oświetlona choinka w Danii musi zostać zapalona w Kopenhadze na Rådhuspladsen.
Grudzień jest również czasem, w którym Duńczycy wysyłają bliskim oraz znajomym kartki świąteczne, na których widnieje specjalny znaczek pocztowy tzw. Julemærke. Każdego roku jest on inaczej zaprojektowany, a pieniądze z jego sprzedaży przekazywane są na cele charytatywne.
W grudniu Duńczycy zapalają specjalną świecę (duń. Kalenderlys), która składa się z 24 podziałek. Za jej pomocą odlicza się dni do Wigilii. Dodatkowo w większości domostw znajdziemy wieniec adwentowy zrobiony ze świerkowych gałązek, w którym umieszczone są 4 świece adwentowe. Świece adwentowe zapala się kolejno w 4 niedziele poprzedzające Boże Narodzenie.
Boże Narodzenie Duńczycy świętują w rodzinnym gronie. W Danii 23 grudnia określa się jako „Lille julaften”. Dzień ten uznawany jest również za dzień rozpoczynający święta.
Zgodnie z tradycją choinki ubierane są 24 grudnia. Ozdabia się je przede wszystkim małymi duńskimi flagami. Po przybraniu świątecznego drzewka układa się pod nim prezenty, które rozdawane są po wieczerzy wigilijnej. W odróżnieniu m.in. od państw europejskich, w Danii prezenty przynosi skrzat tzw. Julenissen. Obecnie jest on jednak wypierany z duńskiej tradycji przez popularnego na całym świecie Świętego Mikołaja.
W Danii na wigilijnym stole nie może zabraknąć potraw takich jak m.in. pieczona kaczka (w niektórych wariantach również gęś) faszerowana suszonymi śliwkami i jabłkami, podawana z ziemniakami, czerwoną kapustą lub buraczkami i konfiturą z żurawiny, ryż a l’amande polany gorącym wiśniowym sosem oraz sałatka śledziowa. W tym dniu na stole nie może zabraknąć również deseru, z ukrytym migdałem. Osoba, która znajdzie migdał otrzymuje bowiem dodatkowy prezent. Z napojów popularne są przede wszystkim grzane wino tzw. Glögg oraz piwo „Julebryg”.